# Germà Sennen
Étienne Marcellin Granier-Blanc (nomenat en la religió catòlica Frère [Germà] Sennen) (1861 -1937) va ser un germà de les Escoles Cristianes de La Salle, un botànic i un explorador occità.
Quan, el 1904, a França, el partit Radical que havia ascendit al poder durant la Tercera República Francesa, va promulgar la llei que prohibia a les congregacions religioses la dedicació a l'educació, les escoles dels germans de La Salle van haver de tancar i els germans lasal·lians van marxar a altres països europeus. A Catalunya s'hi va instal·lar un grup procedent de Besiers, entre els quals hi havia l'occità germà Sennen, que era un gran aficionat a la botànica i de seguida va començar a estudiar la flora d'aquesta part dels Pirineus, primerament de la comarca de l'Empordà, on s'havia establert a Hostalets de Llers, a pocs quilòmetres de Figueres. Altres membres de l'orde i alguns alumnes el van ajudar en les tasques de recol·lecció de plantes, moltes de les quals es conserven a l'herbari de la Salle de Figueres amb les etiquetes originals. Finalment, el 1909 va ser destinata les Escoles Cristianes de La Salle de la Bonanova, a Barcelona, des d'on va fer una gran contribució a l'estudi de la flora de Barcelona i les comarques properes. Sobre algunes espècies molt poc freqüents al voltant de Barcelona i que van ser descrites pel germà Sennen, Pius Font i Quer va escriure:«Ben segur que a no haver estat les investigacions minucioses i acuradíssimes del Germà Sennen, moltes d'aquestes [espècies] haurien quedat ignorades a les portes de Barcelona.»
El germà Sennen va fer extenses exploracions botàniques també en altres llocs de la península Ibèrica, el sud de França i el Marroc, arribant a confegir un extens herbari. L'any 1930, quan Senén ja gaudia d'un gran prestigi entre els botànics europeus i era autor de moltes publicacions sobre la flora espanyola, va viatjar a Melilla per col·laborar amb un altre botànic lasal·lià, el germà Mauricio, professor de l'escola que els germans de La Salle tenien en aquell ciutat del nord d'Àfrica. Junts van estudiar la flora del Rif i van publicar el seu treball en dues obres ecara avui modèliques: Catálogo de la Flora del Riff oriental y principalmente de las cánilas lindantes con Melilla (1934) i Campagnes Botaniques du Maroc Oriental de 1930 à 1935 des Frères Sennen et Mauricio, EE.CC. (1936). El Catálogo és una obra magna que, segons el resum que en va fer el germà Mauricio, inclou «2737 plantas catalogadas, entre especies (unas 2.100), subespecies y variedades, muchas de ellas nuevas para la flora de Marruecos y otras, incluso, nuevas para la Ciència; y más de 7.600 lugares muestreados».
A més, El germà Sennen va repartir més de 400.000 exsicates a les principals institucions europees de la seva època. El seu herbari, amb 85.000 espècimens, és molt important per interpretar les nombroses propostes de nomenclatura que va fer aquest autor. Les seves variades duplicacions es troben per exemple a l'herbari de l'Institut Botànic de Barcelona (BC). També el Col·legi La Salle Bonanova a Barcelona, disposa d'un herbari amb 40.000 mostres recollides per aquest religiós.
Va ser soci de la Institució Catalana d'Història Natural. En el Butlletí de 1920 d'aquesta entitat figura com a membre núm. 35 i amb domicili al passeig de la Bonanova 12 de Barcelona, que és l'adreça del Col·legi La Salle Bonanova.

## Algunes publicacions
- 1910. Une nouvelle fougère pour l'Europe. Ed. Impr. de Monnoyer
- 1929. "La flore du Tibidabo". Monde des Plantes, mayo de 1928-abril de 1929. Imprimerie moderne, M. Ch. Duffour ed. (Agen)
- 1931. La flore du Tibidabo. Treballs del Museu de Ciències Naturals de Barcelona: XV. Barcelona
- 1931. Campagne botanique au Maroc. Ed. Impr. de Brulliard

### Llibres
- 1935. Plantes d'Espagne. Barcelona, 1906-1935, prop de 10.000 etiquetes

- 1914. Plantes d'Espagne: Notes et dianoses des Années 1912 et 1913. -- 4ª Nota. / pel Germà Sennen. Bull. Géogr. Bot. 24(295-296-297): 220-250 text en línia Arxivat 2016-02-01 a Wayback Machine.